# Сыскной приказ
Сыскной приказ — один из приказов Русского царства XVII века.
В 1619 году в Москве был учреждён особый приказ для устроения разорённых поляками городов и для рассмотрения жалоб от лиц разных сословий на притеснения и обиды со стороны людей сильных. Неволин считает, что этот приказ упоминается в памятниках под именем «Приказ, что на сильных бьют челом и приказ приказных дел» или же просто приказ приказных дел. Впоследствии он стал известен, главным образом, под именем сыскного приказа. Уже Олеарий знает его под этим названием.
Так как у Котошихина этот приказ не упоминается, то Неволин думает, что он был уничтожен вместе с учреждением тайного приказа, ведомство которого близко подходило к ведомству сыскного приказа. Впоследствии название сыскного приказа было присвоено разбойному приказу.

## Структура
- Дьяк приказа
- Подьячие

## Обязанности
В обязанности приказа входило исполнение поручений царя по разным делам, а также розыск по делам, которые ему поручались. На основании утверждённых в 1722 году «Докладных пунктов Синода» сыскной приказ обязан был оказывать Синоду помощь в его борьбе с церковными противниками.

## Руководители
- Шеин, Михаил Борисович (1620—1621) (1625—1628)
- Литвинов-Мосальский, Андрей Фёдорович (1643)
- Долгоруков, Юрий Алексеевич (1648—1651)
- Волынский, Василий Семёнович (1668—1681 (?))
- Хованский, Иван Андреевич Тараруй (1681—1682)